# Abcasia
L'Abcasia, in italiano antico anche Avogassia (AFI: [abˈkaːzja]; in abcaso Аԥсны, Aphsny; in russo Абхазия?, Abchazija, in georgiano აფხაზეთი?, Apkhazeti), ufficialmente Repubblica di Abcasia (in abcaso Аԥсны Аҳәынҭқарра, Aphsny Ahwyntqarra; in russo Республика Абхазия?, Respublika Abchazija), è uno Stato a riconoscimento limitato del Caucaso meridionale.
L'Abcasia è rivendicata dalla Georgia come sua repubblica autonoma, ma de facto si è proclamata indipendente con il nome di Repubblica di Abcasia, grazie all'appoggio della Federazione Russa. La Repubblica di Abcasia sopravvive grazie al sostegno economico-militare russo.
La capitale è Sukhumi. Confina a nord con la Russia, a est e sud-est con la Georgia (territorio conteso) e si affaccia a ovest e sud-ovest sul Mar Nero. La lingua ufficiale è la lingua abcasa e la lingua russa è riconosciuta come lingua nazionale.

## Storia

### Dall'età antica a quella moderna

Carta del Regno di Lazika

Le testimonianze più antiche di insediamenti umani sono state trovate nel Caucaso occidentale e risalgono a un periodo compreso tra il 4000 e il 3000 a.C. Nel primo millennio a.C. (IX-VI secolo a.C.), il territorio della moderna Abcasia faceva parte dell'antico regno della Colchide (Kolkha), che fu successivamente assorbito dal regno di Lazika (Egrisi in georgiano) intorno all'anno 63 della nostra era. I commercianti greci costruirono porti lungo le coste del Mar Nero. Uno di questi porti fu Dioscurias, che nel corso dei secoli si trasformò nella moderna Sukhumi, capitale dell'Abcasia.
L'Impero romano conquistò il regno di Lazika nel I secolo e lo governò fino al IV secolo; esso in seguito riconquistò una certa indipendenza, pur rimanendo nella sfera d'influenza dell'Impero bizantino. Gli abcasi furono convertiti al Cristianesimo durante il governo dell'imperatore bizantino Giustiniano I, alla metà del VI secolo. L'Abcasia divenne un principato autonomo dell'Impero bizantino nel VII secolo e fu retta da un duca imperiale. Questo status fu mantenuto fino al IX secolo, quando, in seguito all'espansione araba, il duca Leone II di Abcasia, impossessatosi di tutta l'Abcasia e dell'Egris fino ai monti Likhi, non esitò affatto verso il 790 a prendere il titolo di re di Abcasia.

Bagrat III, re di Abcasia dal 978 (come Bagrat II) e re di Georgia dal 1008 al 1014

Nel 1008 re Bagrat II di Abcasia unificò il suo regno con il Regno di Kartli. In realtà il regno creato da Bagrat II comprendeva i territori dell'Abcasia, il territorio di Egrisi, il territorio di Samegrelo, di Imereti, di Svaneti, di Rach'a-Lechkhumi, di Guria, di Agiaria e infine di Kartli, di Şavşat, di Meskheti e di Javakheti; tutti questi territori diedero vita all'entità politica e geografica denominata Sakartvelo, ovvero tutta la Georgia, e il sovrano assunse il nome di Bagrat III di Georgia.

#### Principato di Abcasia

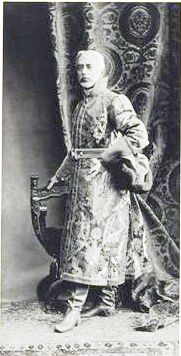
Principe Georgii Dmitrievich Shervashidze in costume da boiaro del XVII secolo, 1904

Nel XVI secolo l'area fu conquistata dall'Impero ottomano e gli abcasi furono parzialmente convertiti all'Islam. In seguito, gli Ottomani furono cacciati dai Georgiani, che stabilirono il Principato dell'Abcasia (Abkhazetis Samtavro in georgiano) governato dalla dinastia Shervashidze (detti anche Sharvashidze o Chachba) e dotato di una certa autonomia politica.

### L'Abcasia nell'Impero russo e nell'Unione Sovietica

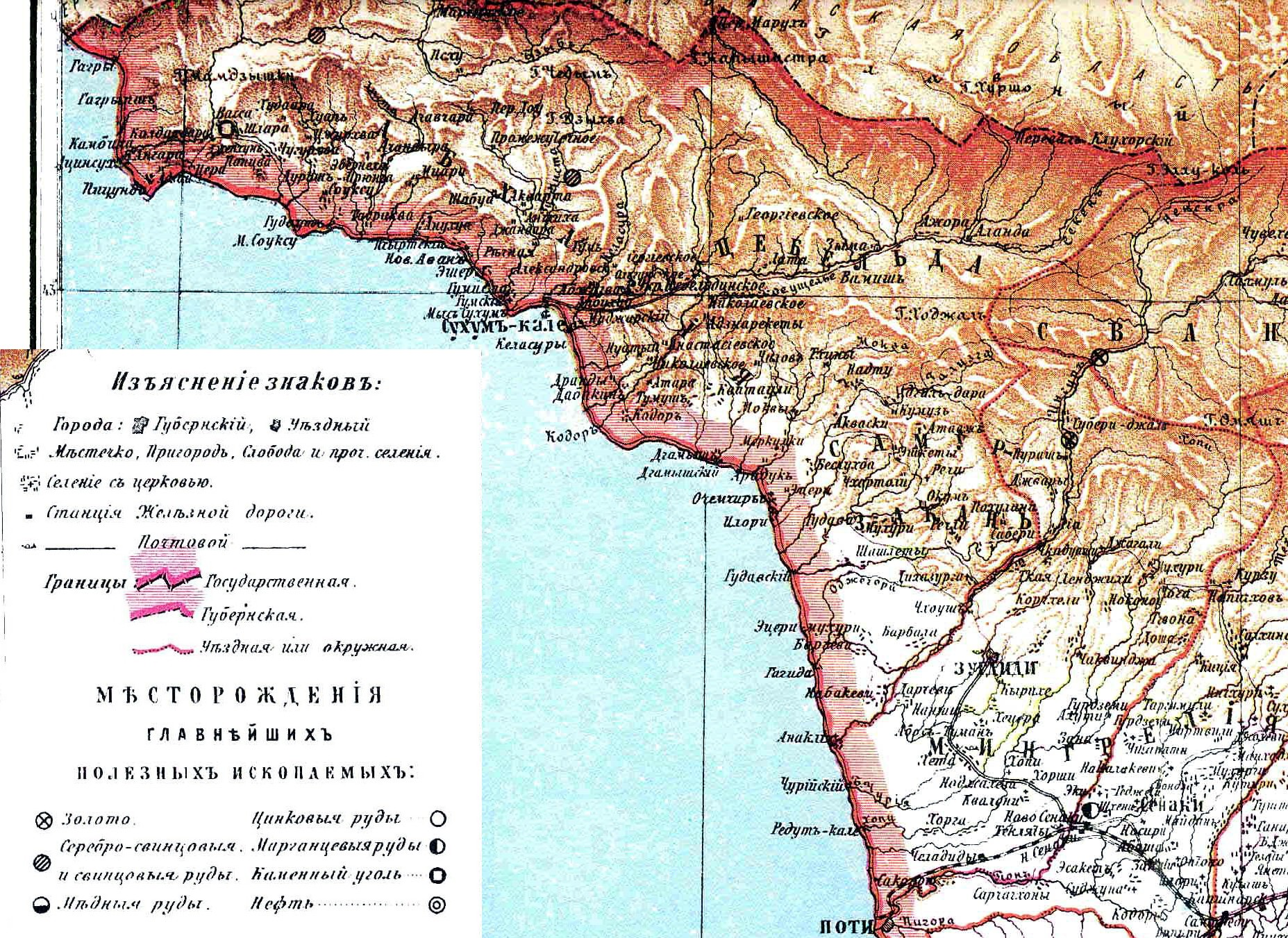
L'Abcasia all'interno dell'Impero russo - 1890

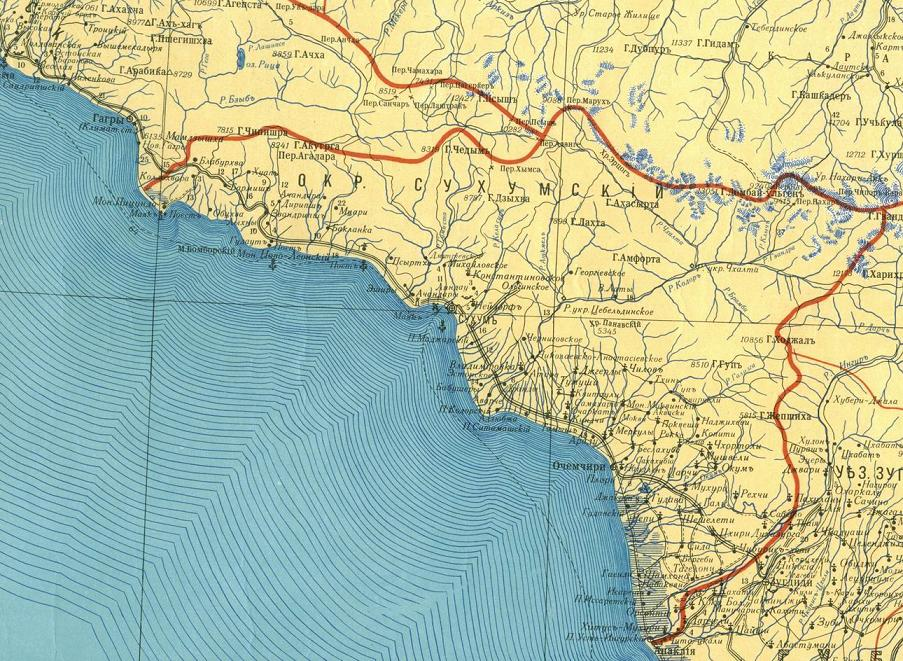
L'Abcasia all'interno dell'Impero russo - 1903

L'espansione dell'Impero russo nella regione caucasica causò piccole guerre tra i russi e le tribù caucasiche indigene. Vari principati georgiani furono annessi all'impero tra il 1801 e il 1864. I russi entrarono in possesso dell'Abcasia in modo frammentario tra il 1829 e 1842, ma il loro dominio non divenne stabile prima del 1864, quando abolirono il principato locale. In conseguenza di questi avvenimenti, numerosi abcasi musulmani - che all'epoca costituivano, pare, circa il 60% della popolazione, sebbene i censimenti dell'epoca non fossero pienamente affidabili - emigrarono nell'Impero ottomano tra il 1864 e il 1878.
Gli storici moderni abcasi sostengono che ampie zone della regione rimasero disabitate e che molti armeni, georgiani e russi (tutti cristiani) successivamente migrarono in Abcasia, ripopolando la gran parte del territorio abbandonato. Questa versione è fortemente contestata dagli storici georgiani, che ritengono che le tribù georgiane (Mingreli e Svani) avessero popolato l'Abcasia fin dai tempi antichi del regno di Colchide. Secondo gli studiosi georgiani, i moderni abcasi sono i discendenti delle tribù nord caucasiche (Adighi, Abcasi) che migrarono in Abcasia dal nord del Caucaso e si unirono alla già esistente popolazione georgiana. Ad ogni modo, gli abcasi all'inizio del XX secolo costituivano una minoranza nella regione. Secondo l'Enciclopedia Britannica, nel 1911 la principale città, Sukhum-kaleh (la moderna Sukhumi) aveva una popolazione di 43 000 abitanti, dei quali i due terzi erano mingreli-georgiani e un terzo abcasi.
La presa del potere da parte dei bolscevichi in seguito alla rivoluzione russa nel 1917 garantì all'Abcasia un certo grado di autonomia culturale e politica, ed una sanguinosa guerra, il Conflitto di Soči. Nel 1919 la regione proclamò la sua autonomia e per risposta, nel 1921, fu occupata dall'esercito sovietico. Nel 1922 diventa una repubblica autonoma, fino al 1931, quando Stalin ne fece una repubblica autonoma all'interno della Georgia sovietica: malgrado la sua autonomia nominale, l'Abcasia era in realtà soggetta al pesante controllo centrale di Tbilisi e ad una politica di assimilazione forzata. Il georgiano divenne la lingua ufficiale, la lingua abcasa fu bandita ed i diritti culturali furono repressi, mentre migliaia di abcasi vennero uccisi durante le repressioni staliniane. Lavrentij Pavlovič Berija (che era mingrelio) incoraggiò la migrazione georgiana in Abcasia e molti accettarono l'offerta e si stabilirono là. Più tardi, negli anni cinquanta e sessanta, Vazgen I, patriarca della chiesa apostolica armena, incoraggiò e finanziò la migrazione armena in Abcasia. Attualmente, gli armeni costituiscono la minoranza numericamente maggiore in Abcasia.
La repressione della lingua abcasa terminò con la morte di Stalin e di Berija, e l'abcaso acquistò un ruolo maggiore nel governo della repubblica. Come in molte piccole repubbliche autonome, il governo sovietico incoraggiò lo sviluppo della cultura, e particolarmente della letteratura. Furono stabilite delle quote etniche per certe posizioni burocratiche, dando agli abcasi un grado di potere politico che era sproporzionato al loro status minoritario nella repubblica. Questo fu interpretato da qualcuno come una politica del divide et impera, tramite la quale le élite locali acquisivano potere in cambio di lealtà verso il regime sovietico. In Abcasia come altrove, ciò portò al risentimento di altri gruppi etnici - in questo caso i georgiani - che si ritenevano vittime di discriminazioni, originando la discordia etnica che avrebbe poi afflitto la piccola repubblica caucasica.

### Storia dell'Abcasia post-sovietica

L'Abcasia all'interno della Georgia

#### L'indipendenza della Georgia (1991)
Quando l'Unione Sovietica cominciò a disintegrarsi alla fine degli anni 1980, le tensioni etniche tra abcasi e georgiani crebbero all'avvicinarsi dell'indipendenza georgiana. Molti abcasi si opposero a questo, temendo che l'indipendenza della Georgia avrebbe portato alla "georgianizzazione", ritenendo invece che fosse il caso di avere il diritto di istituire una repubblica indipendente. La disputa divenne violenta a Sukhumi il 16 luglio 1989. 16 georgiani furono uccisi ed altri 137 feriti quando tentarono di iscriversi all'università georgiana invece che in quella abcasa. Dopo diversi giorni di violenza, le truppe sovietiche riportarono ordine in città, ma i paramilitari nazionalisti rivali furono accusati di provocare gli scontri.
La Georgia dichiarò l'indipendenza il 9 aprile 1991, sotto il governo dell'ex dissidente sovietico Zviad Gamsakhurdia. Il governo di Zviad Gamsakhurdia divenne impopolare e nel dicembre dello stesso anno la guardia nazionale georgiana, al comando di Tengiz Kitovani, assediò gli uffici del governo a Tbilisi. Dopo mesi di stallo, fu costretto a dimettersi nel gennaio 1992. Fu sostituito alla carica di presidente da Eduard Shevardnadze, l'ex ministro degli esteri sovietico. Shevardnadze ereditò un governo dominato dalla linea dura dei nazionalisti georgiani, e sebbene non fosse un nazionalista, egli fece poco per evitare di essere considerato un sostenitore dei personaggi al governo, che erano considerati dei golpisti.

#### La guerra abcaso-georgiana (1991-1993)
Il 21 febbraio 1992, il consiglio militare che governava la Georgia, dopo le dimissioni di Zviad Gamsakhurdia annunciò che era abolita la costituzione dell'era sovietica e la restaurazione della costituzione del 1921 della Repubblica Democratica di Georgia. Molti abcasi interpretarono questo come un'abolizione del loro status autonomo. In risposta, il 23 luglio 1992, il governo dell'Abcasia dichiarò a tutti gli effetti l'indipendenza, ma questo gesto non fu riconosciuto da nessun altro paese. Il governo georgiano accusò i sostenitori di Zviad Gamsakhurdia di aver rapito il Ministro dell'interno georgiano e di tenerlo prigioniero in Abcasia. Il governo georgiano dispiegò 3 000 soldati nella regione, ristabilendo apparentemente l'ordine. Un pesante fuoco tra le forze georgiane e la milizia abcasa scoppiò dentro e fuori Sukhumi. Le autorità abcase rifiutarono le pretese del governo, sostenendo che fosse semplicemente un pretesto per una invasione. Dopo circa una settimana di combattimenti e molte perdite da entrambe le parti, le forze del governo georgiano riuscirono a prendere il controllo di gran parte dell'Abcasia e chiusero il parlamento regionale.
La sconfitta militare degli abcasi provocò una risposta ostile dalla autoproclamata Confederazione dei Popoli Montanari del Caucaso, una denominazione che riuniva vari movimenti anti-russi nel Caucaso del nord (ceceni, cosacchi, osseti e altri). Centinaia di volontari paramilitari provenienti dalla Russia, incluso l'allora sconosciuto Šamil' Basaev si unirono ai separatisti abcasi per combattere le forze del governo georgiano. Tra il settembre e l'ottobre del 1992 le forze abcase e i paramilitari russi, dopo l'interruzione del cessate-il-fuoco, iniziarono una forte offensiva secessionista armata che cacciò le forze georgiane fuori dalla repubblica. Il governo di Eduard Shevardnadze accusò la Russia di dare copertura militare ai ribelli con lo scopo di staccare dalla Georgia il suo territorio nativo e la terra di frontiera tra Georgia e Russia. L'anno 1992 terminò con i ribelli che controllavano la maggior parte del territorio ad ovest di Sukhumi. Episodi di "pulizia etnica" ci furono da entrambe le parti, con gli abcasi espulsi dal territorio controllato dalla Georgia e viceversa; circa 3 000 persone furono uccise in questa prima fase di guerra.
Migliaia di abitanti di etnia georgiana dell'Abcasia vennero uccisi o espulsi durante la guerra georgiano-abcasa, svoltasi nel 1991-1993 (anche se le ostilità ripresero nuovamente nel 1998).
Tra i 10 000 e i 30 000 georgiani furono uccisi dai separatisti abcasi, dai mercenari stranieri e dalle forze della Federazione Russa. Il massacro venne ufficialmente riconosciuto dall'OSCE in una convenzione del 1994, nonché durante un incontro a Budapest nel 1996.
La Corte penale internazionale sta attualmente indagando sulle violenze perpetrate.

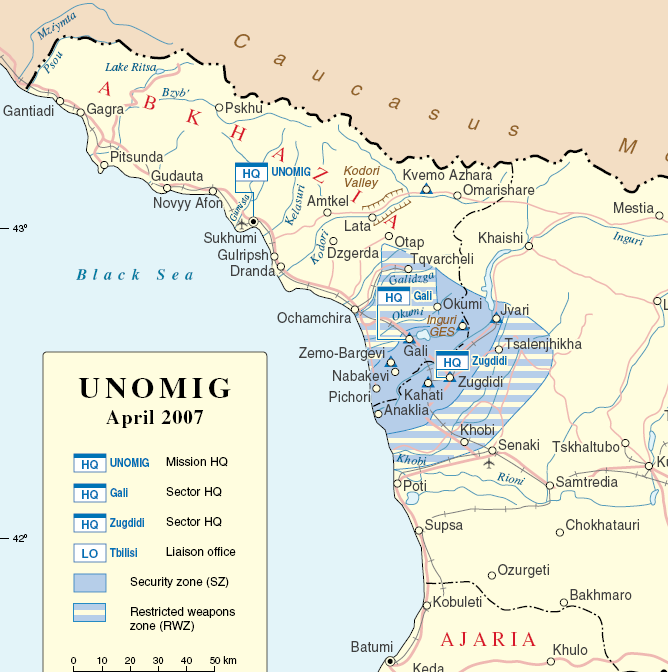
Zona di operazioni UNOMIG

Gli scontri proseguirono con perdite da ambo le parti, senza che la situazione si stabilizzasse, benché nel settembre 1993 i ribelli secessionisti conquistassero Sukhumi. Nel dicembre dello stesso anno a Ginevra, sotto l'egida delle Nazioni Unite e della Russia, il governo della Georgia ed i capi dei separatisti firmarono un trattato di pace. La sottoscrizione del trattato non portò in realtà un effettivo interrompersi delle operazioni militari, che durarono ancora a lungo. Nel 1994 il parlamento di Sukhumi proclamò la sovranità della repubblica dell'Abcasia, che però non fu riconosciuta dalla Georgia.
La Missione degli Osservatori delle Nazioni Unite in Georgia (UNOMIG dall'inglese United Nations Observer Mission in Georgia) fu creata dalla risoluzione numero 858 del Consiglio di sicurezza delle Nazioni Unite approvata il 24 agosto 1993 dopo l'accordo di pace firmato il 27 luglio 1993 tra la Georgia e i ribelli dell'Abcasia. A partire dal 1994 i compiti della nuova missione erano cambiati: non solo gli osservatori dovevano monitorare il rispetto del cessate il fuoco, ma dovevano anche controllare le operazioni del contingente di pace schierato dalla Comunità degli Stati Indipendenti.
Inoltre gli osservatori sostituirono le truppe georgiane nella valle di Kodori e poterono garantire il ritorno a casa dei profughi abcasi. La missione terminò nel giugno 2009, un anno dopo la Seconda guerra in Ossezia del Sud per mancanza di consenso tra i membri del Consiglio di Sicurezza dell'ONU (veto della Russia) sull'estensione del suo mandato.

#### Seconda guerra dell'Ossezia del Sud (2008)
La seconda guerra in Ossezia del Sud fu combattuta dalla Georgia da una parte, e Ossezia del Sud, Abcasia e Russia dall'altra.
Il conflitto iniziò nella notte fra il 7 e l'8 agosto 2008, dopo diversi giorni di pesanti scontri tra esercito georgiano e milizie ossete, che culminarono nell'attacco della Georgia all'Ossezia del Sud.
La Russia, che già dal 1992 aveva una presenza militare in Ossezia del Sud ed Abcasia come forza d'interposizione su mandato internazionale, intervenne massicciamente sbaragliando i georgiani ed arrivando ad occupare una larghissima parte del territorio georgiano sino a poche decine di chilometri da Tbilisi.
Il 15 agosto fu firmato fra Georgia e Russia un accordo preliminare sul cessate il fuoco, con la mediazione dell'Unione europea guidata da Nicolas Sarkozy, in quanto presidente di turno dell'UE: in base all'accordo le truppe si impegnarono al ritiro sulle posizioni precedenti l'inizio delle ostilità, e la Georgia a non usare la forza contro le due repubbliche secessioniste. Dopo un iniziale ritiro dalle posizioni più avanzate, come la città di Gori, la Russia decise di continuare l'occupazione militare di due zone cuscinetto in Georgia ai confini delle due regioni per prevenire possibili futuri attacchi verso l'Ossezia del Sud e l'Abcasia. Queste aree di occupazione comprendevano inizialmente anche il porto di Poti sul mar Nero, oltre alla presenza di alcuni posti di blocco russi nelle principali vie statali di comunicazione, e furono mantenute per circa due mesi. A partire dal 1º ottobre 2008 nelle due zone cuscinetto si schierarono 200 osservatori militari dell'Unione europea come previsto dai colloqui di settembre 2008 fra Russia ed Unione Europea, mentre il ritiro delle truppe russe dalla zona cuscinetto in prossimità dell'Ossezia del Sud venne completato l'8 ottobre 2008.
La Russia ha riconosciuto l'indipendenza dell'Ossezia del Sud e della Abcasia il 26 agosto 2008, sottoscrivendo successivamente accordi militari con le due repubbliche.

## Geografia

Carta fisica dell'Abcasia

L'Abcasia copre un'area di circa 8600 km² nell'estrema parte occidentale della Georgia, sulla costa del Mar Nero. Le montagne del Caucaso nel nord e nord-est separano l'Abcasia dalla Circassia. Ad est, la regione è confinante con lo Svaneti. A sud-est, l'Abcasia confina con la Mingrelia, mentre nel sud e sud-ovest è bagnata dal Mar Nero.
La repubblica è estremamente montagnosa (per il 75% della superficie totale) e gli insediamenti sono per la maggior parte sulla costa e in un certo numero di valli profonde e fertili. La catena montuosa del Caucaso corre lungo il confine settentrionale della regione. Dal massiccio principale si diramano le catene minori del Gagra, del Bziphi e del Kodori. Le cime più alte dell'Abcasia si trovano nel nord-est e nell'est (lungo il confine con lo Svaneti) e alcune di esse raggiungono i 4000 m sopra il livello del mare. Il clima è temperato: il che, in età sovietica, ha favorito la trasformazione dell'Abcasia in una popolare meta vacanziera, tanto da essere soprannominata la "Riviera georgiana". La regione è anche rinomata per la sua produzione agricola, che include tè, tabacco, vino e frutta.
La vicinanza dell'Abcasia al Mar Nero rende il suo clima temperato, soprattutto tenendo conto della latitudine settentrionale, assieme alle montagne caucasiche, in quanto fungono da scudo per l'Abcasia dai freddi venti del nord.
Le aree costiere della Repubblica hanno un clima subtropicale, in cui la temperatura media annuale in molte regioni è intorno ai 15 °C.
La media invernale (gennaio) delle temperature varia tra i 4 e 6 °C, mentre la media estiva (luglio) delle temperature è ovunque tra i 22 e 23 °C. Il territorio costiero raramente subisce grandi gelate durante l'inverno.
Le quote sui 1000 m s.l.m. hanno un clima marittimo e di montagna, con inverni relativamente freddi e lunghi ed estati calde. Le quote sui 2 000 metri hanno inverni più freddi ed estati più corte. Infine, le zone più elevate dell'Abcasia hanno per tutto l'anno un clima freddo, senza estate.
L'Abcasia riceve una quantità elevata di precipitazioni, ma grazie al suo microclima unico (che va da quello subtropicale a quello di montagna) lungo buona parte della sua costa, l'umidità ha livelli molto bassi. Le precipitazioni annuali lungo la costa vanno da 1100 a 1500 mm. Le colline, le quote più basse e le gole interne del territorio abcaso ricevono dovunque tra 1100 e 1800 mm di precipitazioni annuali. Alcune delle gole interne che sono schermate dai venti umidi provenienti dal Mar Nero, presentano i livelli più bassi di precipitazioni atmosferiche. Le alte regioni montagnose ricevono 1700–3500 mm di precipitazioni annue. La neve cade abbondantemente sulle montagne ma quasi per niente nella regione costiera. Le valanghe nel nord-est talvolta rappresentano un pericolo reale per le aree popolate. La neve spesso arriva ai 5 metri in alcune delle più alte aree montagnose che si affacciano sul Mar Nero.

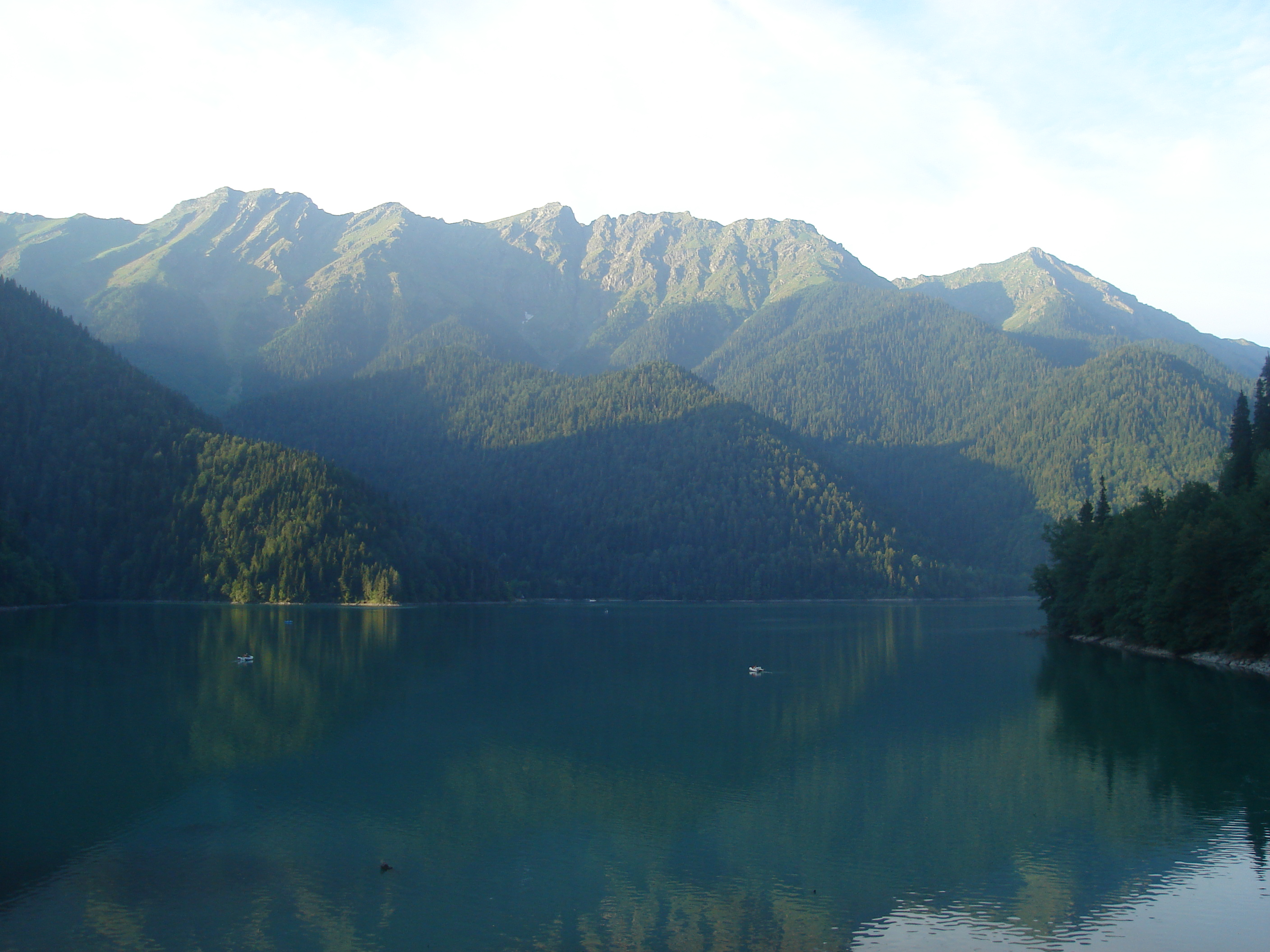
Il Lago Ritsa

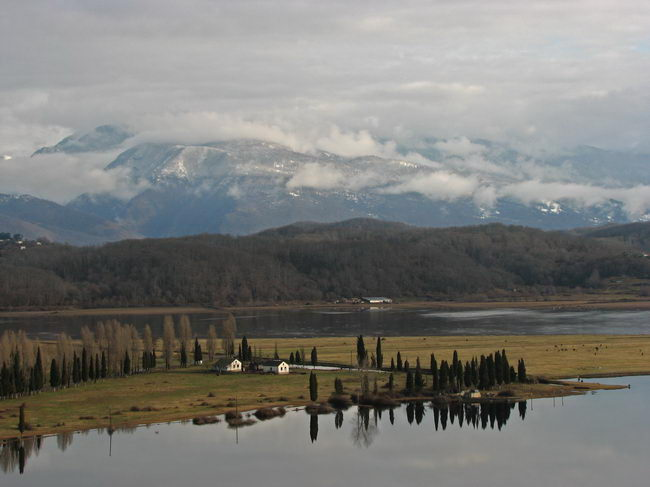
Vista da capo Pitsunda

L'Abcasia è ben conosciuta per la sua bellezza e per i suoi paesaggi diversificati. I paesaggi della regione vanno dalle pinete costiere, vicino a Bichvinta (Pitsunda) alle coltivazioni di agrumi, dalle nevi perenni ai ghiacciai nel nord della Repubblica. A causa della complessa topografia dell'Abcasia, gran parte del territorio non è stata intaccata dallo sviluppo umano (coltivazioni e costruzioni). Perciò, oggi, una larga porzione dell'Abcasia (circa il 70% del territorio) è ancora coperta da foreste. L'Abcasia è anche conosciuta per l'alto numero di specie endemiche di piante che si trovano solo nel Caucaso, in Georgia o in Abcasia.
Il sud-est dell'Abcasia, che fa parte della pianura della Colchide, è coperta da foreste in cui sono presenti (l'ontano, il carpino, la quercia, il faggio) o gli agrumeti e le piantagioni di tè. Le colline, all'altezza dei 600 metri sopra il livello del mare, sono coperte da foreste di caducifoglie (con elementi sempreverdi) e includono specie di alberi come quercia, faggio e bosso. Le foreste si trovano tra i 600 e i 1800 m sopra il livello del mare e sono costituite sia da caducifoglie sia da conifere. Le specie più comuni sono il faggio, l'abete rosso e l'abete tradizionale. La zona di foresta mista è l'habitat di alcuni degli alberi più alti in Europa e nel mondo, e vi si trovano alcuni esemplari di abete (specialmente intorno al lago Ritsa che raggiungono un'altezza superiore ai 70 metri. La zona che si estende tra i 1 800 e i 2 900 m sopra il livello del mare è costituita da foreste sub-alpine e prati alpini. Il territorio che si trova sopra i 2 900 metri è coperto per lo più da nevi perenni e ghiacciai.

## Popolazione
La demografia dell'Abcasia ha subito molti cambiamenti dal 1990. Al tempo dell'ultimo censimento sovietico nel 1989 essa aveva una popolazione di circa 500 000 unità, dei quali il 48% erano georgiani (principalmente mingreli) e solo il 17% abcasi.
Nel 1993 una pesante guerra portò l'Abcasia ad uscire dalla Georgia e l'intera popolazione di origine georgiana (circa 250 000 persone, virtualmente tutta la popolazione della parte orientale dell'Abcasia) abbandonò la piccola Repubblica, in quella che è stata definita la "pulizia etnica dei georgiani in Abcasia". In conseguenza di questi avvenimenti, la popolazione della repubblica si trova ad essere ora composta per il 45% da abcasi, e per il resto da armeni, georgiani, russi, greci del Ponto ed ebrei.
La seguente tabella riassume i dati dei censimenti tenutisi in Abcasia.
| Anno                | Georgiani       | Abcasi         | Russi          | Armeni         | Greci          | Totale  |
| ------------------- | --------------- | -------------- | -------------- | -------------- | -------------- | ------- |
| Censimento del 1926 | 36,3% (67 494)  | 30,1% (55 918) | 6,7% (12 553)  | 13,8% (25 677) | 7,6% (14 045)  | 186 004 |
| Censimento del 1939 | 29,5% (91 967)  | 18,0% (56 197) | 19,3% (60 201) | 15,9% (49 705) | 11,1% (34 621) | 311 885 |
| Censimento del 1959 | 39,1% (158 221) | 15,1% (61 193) | 21,4% (86 715) | 15,9% (64 425) | 2,2% (9 101)   | 404 738 |
| Censimento del 1970 | 41,0% (199 596) | 15,9% (77 276) | 19,1% (92 889) | 15,4% (74 850) | 2,7% (13 114)  | 486 959 |
| Censimento del 1979 | 43,9% (213 322) | 17,1% (83 087) | 16,4% (79 730) | 15,1% (73 350) | 2,8% (13 642)  | 486 082 |
| Censimento del 1989 | 45,7% (239 872) | 17,8% (93 267) | 14,3% (74 913) | 14,6% (76 541) | 2,8% (14 664)  | 525 061 |
| Censimento del 2003 | 21,3% (45 953)  | 43,8% (94 606) | 10,8% (23 420) | 20,8% (44 870) | 0,7% (1 486)   | 215 972 |

### Etnie
L'etnia abcasa è quella maggioritaria; seguono gli armeni, che rappresentano il 15% della popolazione, i russi e i georgiani.

### Religioni

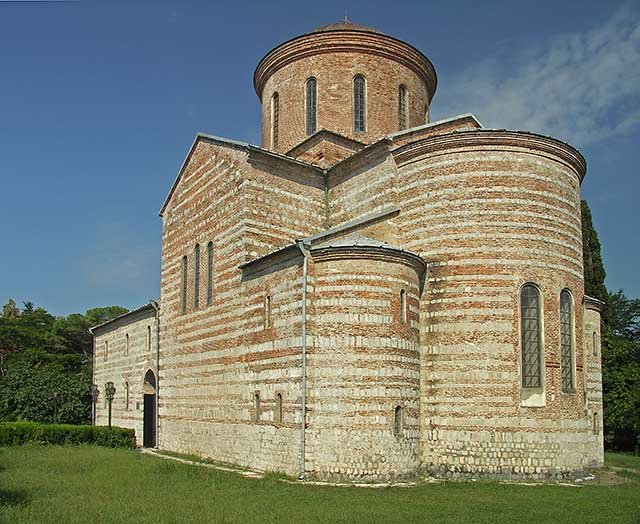
Cattedrale di Sant'Andrea a Pitsunda

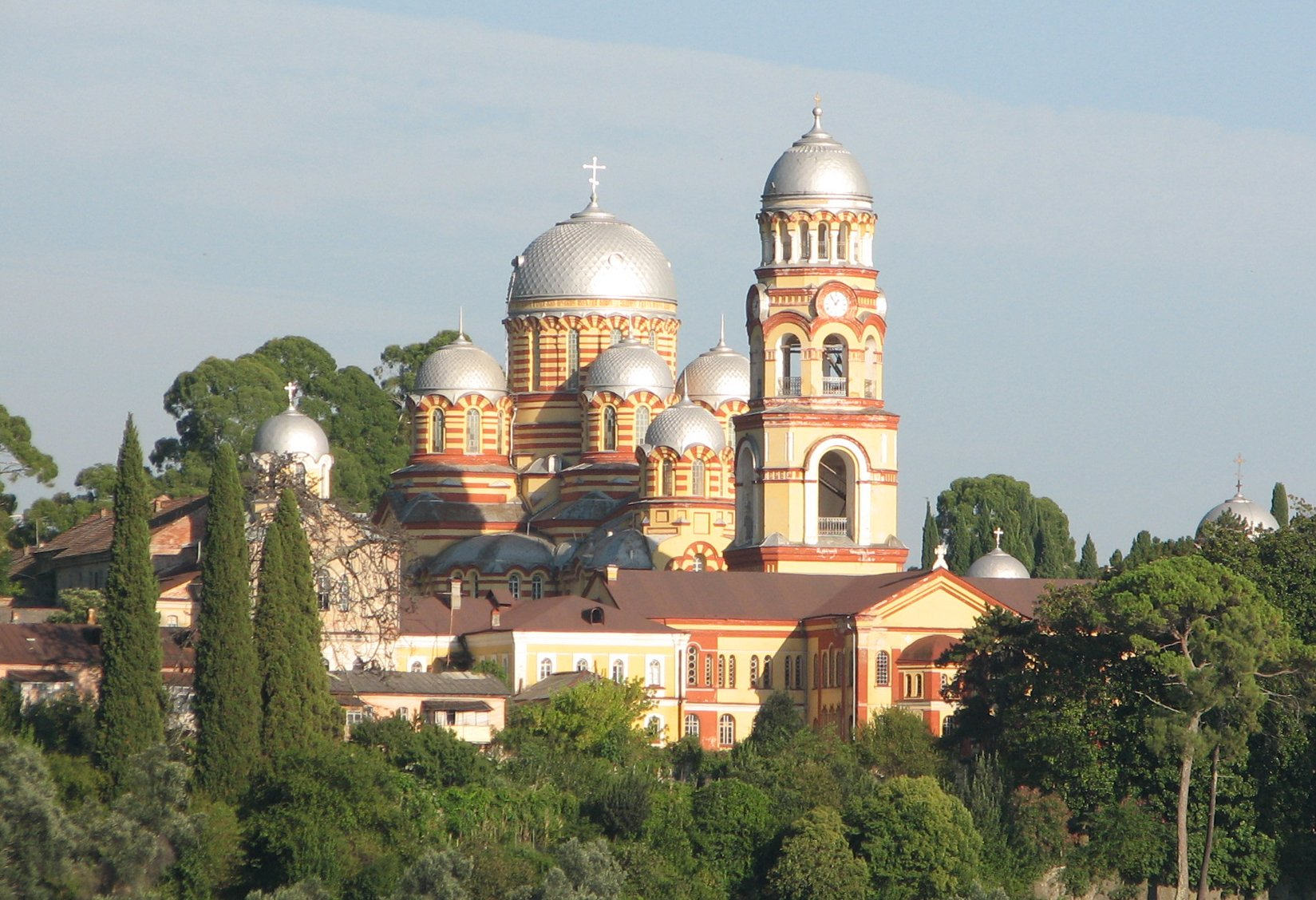
Monastero Nuovo Athos

In Abcasia la maggioranza della popolazione è cristiano-ortodossa (75%); esistono minoranze di cristiani della Chiesa apostolica armena e della Chiesa cattolica, di musulmani sunniti e di ebrei.
Il territorio dell'Abcasia appartiene alla giurisdizione del Patriarcato ortodosso di Georgia e tale giurisdizione è riconosciuta da tutte le chiese canoniche del mondo ortodosso. Tuttavia, dal 1991 il Patriarcato di Georgia non controlla più la Diocesi di Sukhumi. Questa situazione ha portato a una penetrazione di preti del Patriarcato russo nel territorio della diocesi al fine di assicurare la sola assistenza religiosa agli abcasi.
Il 16 settembre 2009 la Diocesi di Sukhumi ha proclamato la sua autonomia dal Patriarcato di Georgia, assumendo il nuovo nome di Chiesa ortodossa di Abcasia. Il capo della Chiesa locale, Vissarion Apliaa, ha preteso di restaurare l'autocefalia persa nel 1795.

### Lingue
La lingua ufficiale è l'abcaso, che è anche la più diffusa ma non è parlata e compresa del tutto dalle minoranze georgiane, armene e russe. Per questo anche il russo è una lingua importante. Sono presenti giornali e pubblicazioni editoriali in entrambe le lingue.

## Ordinamento dello stato

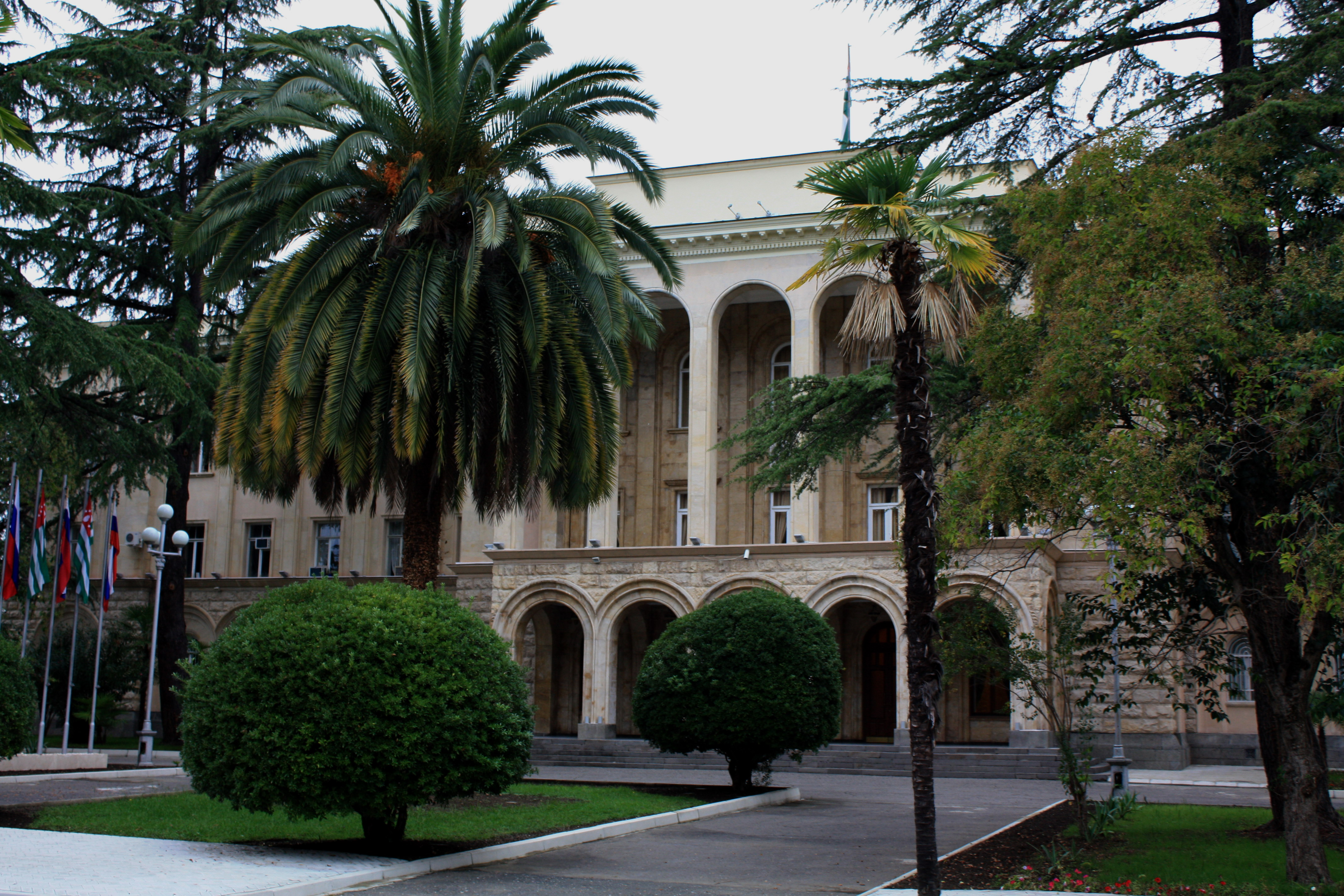
Sede del Governo della Repubblica

L'Abcasia è una repubblica semi-presidenziale.

### Il Presidente della Repubblica
Secondo la legge costituzionale riguardante le elezioni presidenziali, i candidati alla presidenza devono essere cittadini della repubblica abcasa in possesso del diritto di voto, di nazionalità abcasa, in grado di parlare liberamente la lingua ufficiale dello Stato (l'abcaso), che abbiano non meno di 35 anni e non più di 65 e che abbiano risieduto stabilmente in Abcasia nel corso dei 5 anni precedenti le elezioni.
Il presidente dell'Abcasia viene eletto per 5 anni. Una stessa persona non può essere eletta presidente per più di due mandati consecutivi. Contemporaneamente al presidente, si elegge anche il vicepresidente, il cui nome è espresso dal candidato presidente.
Secondo la legge abcasa, per vincere al primo turno un candidato deve ottenere il 50% più uno dei voti validi. Se questo non avvenisse, è previsto un secondo turno a due settimane di distanza.
In seguito alle modifiche del codice elettorale realizzate nell'ottobre è possibile votare solo con i passaporti di cittadino della Repubblica di Abcasia. È previsto infatti che si apponga un timbro alla pagina 17 del passaporto abcaso al momento in cui viene consegnata la scheda elettorale.

### Suddivisioni storiche e amministrative

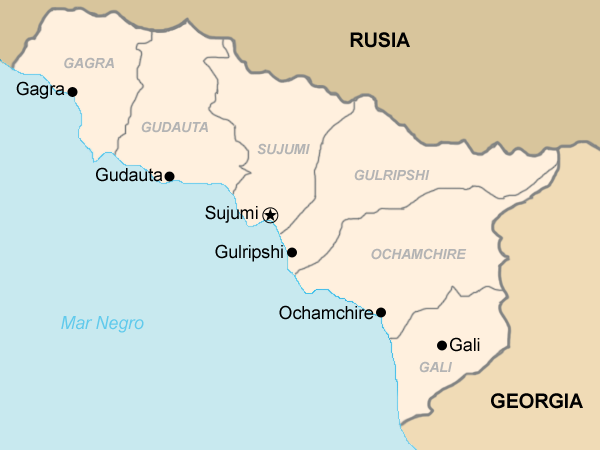
Carta dei distretti amministrativi

La Repubblica è divisa in sette distretti amministrativi.
Le principali città della Repubblica, capoluoghi dei distretti amministrativi, sono:
- Sukhumi
- Gagra
- Gudauta
- Gulripsia
- Tkvarcheli
- Ochamchire
- Gali

### Istituzioni

#### Forze armate

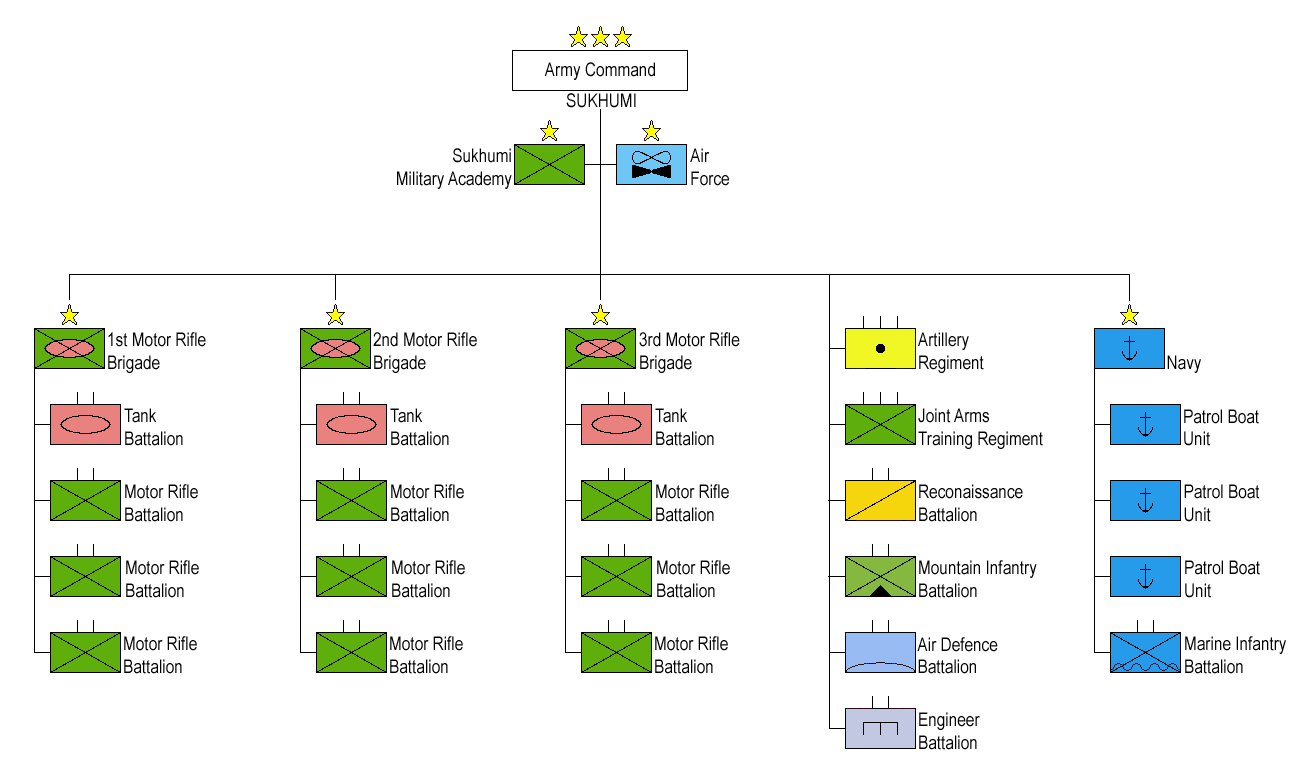
Struttura delle forze armate dell'Abcasia

La Repubblica è dotata di un esercito e di un'aeronautica militare.
La Marina militare è in corso di accrescimento e di una parziale modernizzazione.
Con l'accordo del governo abcaso, nella Repubblica sono stanziate truppe della Federazione russa.
Il 15 settembre 2009 è stato concluso un Trattato di cooperazione militare con la Russia della durata di 49 anni (rinnovabile automaticamente per altri 5). Il Trattato prevede che la Russia assicurerà il controllo delle frontiere terrestri, aeree e marittime della Repubblica e formerà le nuove Forze armate dello Stato. L'11 agosto 2010, il comandante delle Forze aeree russe ha annunciato che una batteria di missili terra aria S-300 è stata schierata sul territorio dell'Abcasia, in accordo con il governo abcaso, per la difesa aerea della Repubblica e il controllo del suo spazio aereo.

## Politica

### Politica estera

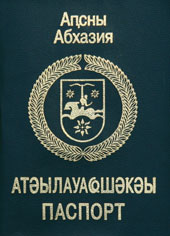
Passaporto abcaso

L'Abcasia è un territorio a status conteso; il motivo del contenzioso è l'autoproclamazione di indipendenza del 23 luglio 1992. Il territorio è indipendente de facto, ma né l'ONU né l'UE ne riconoscono l'indipendenza. La Repubblica Abcasa è riconosciuta da cinque Stati membri dell'ONU (tra cui la Russia) e quattro Stati a loro volta non riconosciuti. La Georgia non ne riconosce l'indipendenza e rivendica l'intero territorio (dichiarato “territorio occupato dalla Russia") come parte integrante dello Stato.

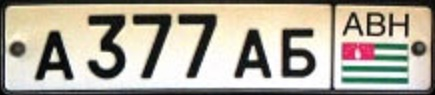
Targa automobilistica abcasa

Cinque Stati membri delle Nazioni Unite riconoscono l'Abcasia:
- Russia - (26 agosto 2008)
- Nicaragua - (3 settembre 2008)
- Venezuela - (10 settembre 2009)[13].
- Nauru - (15 dicembre 2009)[14]
- Siria - (29 maggio 2018)

Tuvalu riconobbe diplomaticamente l'Abcasia il 18 settembre 2011 ma il 31 maggio 2014 ritirò il suo riconoscimento quando stabilì relazioni diplomatiche con la Georgia, riconoscendone l'integrità territoriale nei suoi confini internazionalmente riconosciuti. Vanuatu riconobbe l'indipendenza dell'Abcasia il 23 maggio 2011 ma lo stato di questo riconoscimento è diventato incerto dopo la stipula, il 12 luglio 2013, di un accordo tra Georgia e Vanuatu per lo stabilimento di reciproche relazioni diplomatiche, accordo che riconosce l'integrità della Georgia nei suoi confini internazionalmente riconosciuti.
Dopo il riconoscimento da parte del Venezuela, l'Abcasia si è attivata diplomaticamente per ottenere il riconoscimento della propria indipendenza da parte dei paesi membri dell'Alleanza Bolivariana per le Americhe.
Contatti diplomatici ai fini del riconoscimento si sono avuti con alcuni paesi del Medio Oriente, fra cui Giordania e Siria.
Il 29 maggio 2018 è stato annunciato l'avvio di relazioni diplomatiche fra Abcasia e Repubblica Araba di Siria.
Due Stati non membri delle Nazioni Unite riconoscono l'Abcasia:
- Ossezia del Sud (17 novembre 2006)
- Transnistria (17 novembre 2006)[20]

L'Abcasia, l'Ossezia del Sud e la Transnistria dal 2006 hanno costituito la Comunità per la democrazia e i diritti dei popoli.
Gli obiettivi prioritari della politica estera abcasa sono l'adesione all'Unione Russia-Bielorussia, una volta conseguito il riconoscimento della Bielorussia, e come passo successivo l'adesione all'Unione doganale eurasiatica. In una intervista rilasciata alla rivista Opinio Juris, l'ambasciatore abcaso a Mosca Igor Muratovich Akhba parlando della relazione tra Abcasia e Russia, ha affermato: «La nostra politica estera, che viene definita dal Presidente, è coordinata con quella russa. Nel marzo 2015 è stato firmato un memorandum sul meccanismo di attuazione di una politica estera coordinata. La nostra è una relazione associata, siamo alleati ma non russi».

## Economia

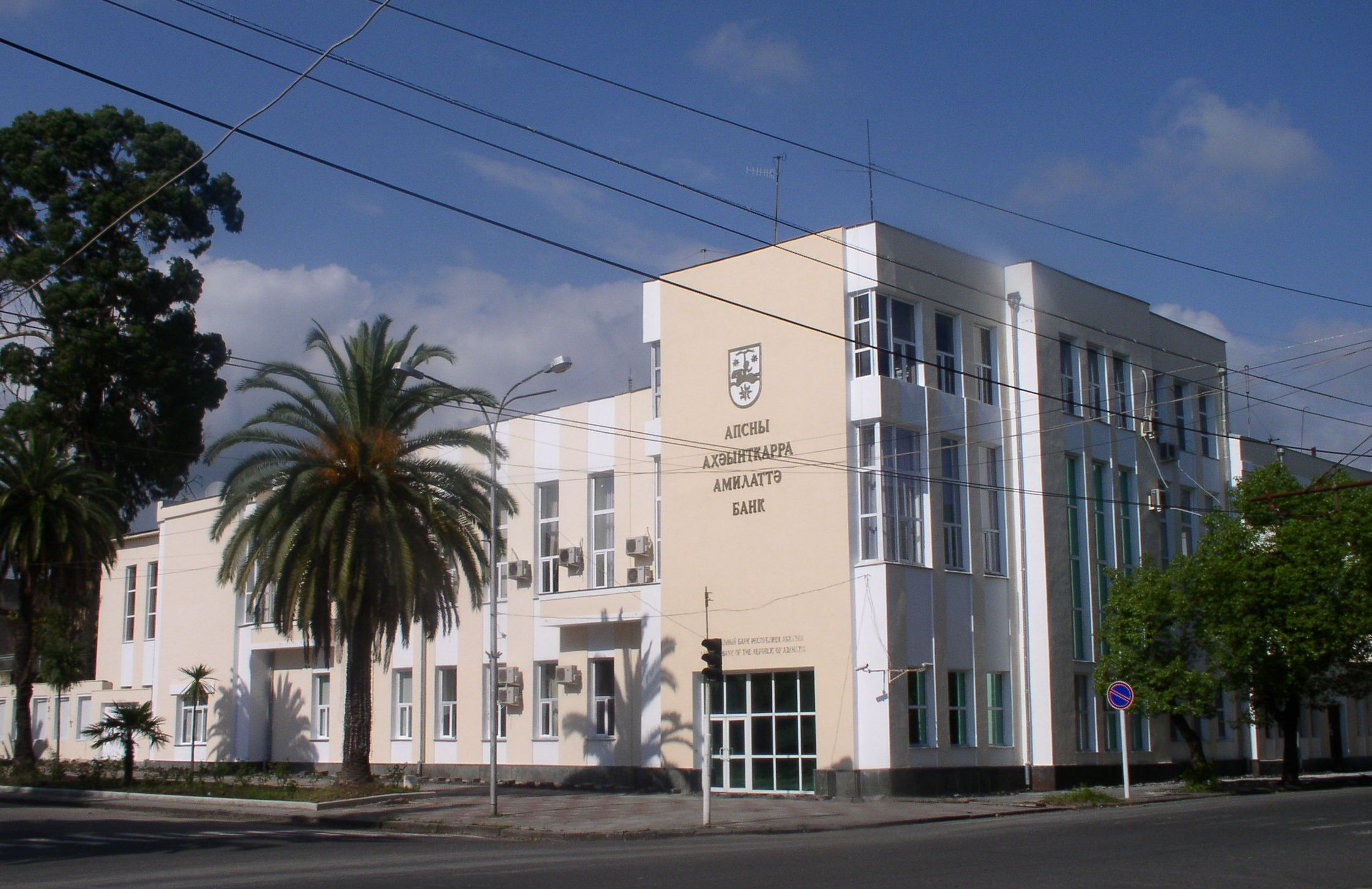
Sede della Banca nazionale di Abcasia

L'economia del paese si basa sia sull'agricoltura (mais, tabacco, uva, frutta) sia soprattutto sullo sfruttamento dei giacimenti di piombo, rame, zinco e carbon fossile. Poche le industrie (principalmente idroelettriche).
Sull'economia abcasa grava tuttavia un embargo che di fatto la isola dal sistema economico internazionale, eccetto che dalla Russia, che mantiene un collegamento transfrontaliero e una linea ferroviaria con Acvia.
Il 2 ottobre 2009 è stato concluso un accordo tra governo abcaso e quello russo in materia di visti. L'accordo prevede che i cittadini di entrambi i paesi potranno viaggiare senza necessità di visto purché il soggiorno nel paese ospite non superi i 90 giorni.
L'Abcasia ha un ampio volume di traffici commerciali con la Turchia e la Giordania, paesi in cui risiedono numerosi abcasi della diaspora, tuttavia non esistono con i due citati paesi relazioni ufficiali.

### Valuta
In Abcasia sussistono due valute: il rublo russo e l'apsar abcaso, in circolazione per brevi periodi nel 2008 e 2018, a scopo commemorativo.

### Esportazioni

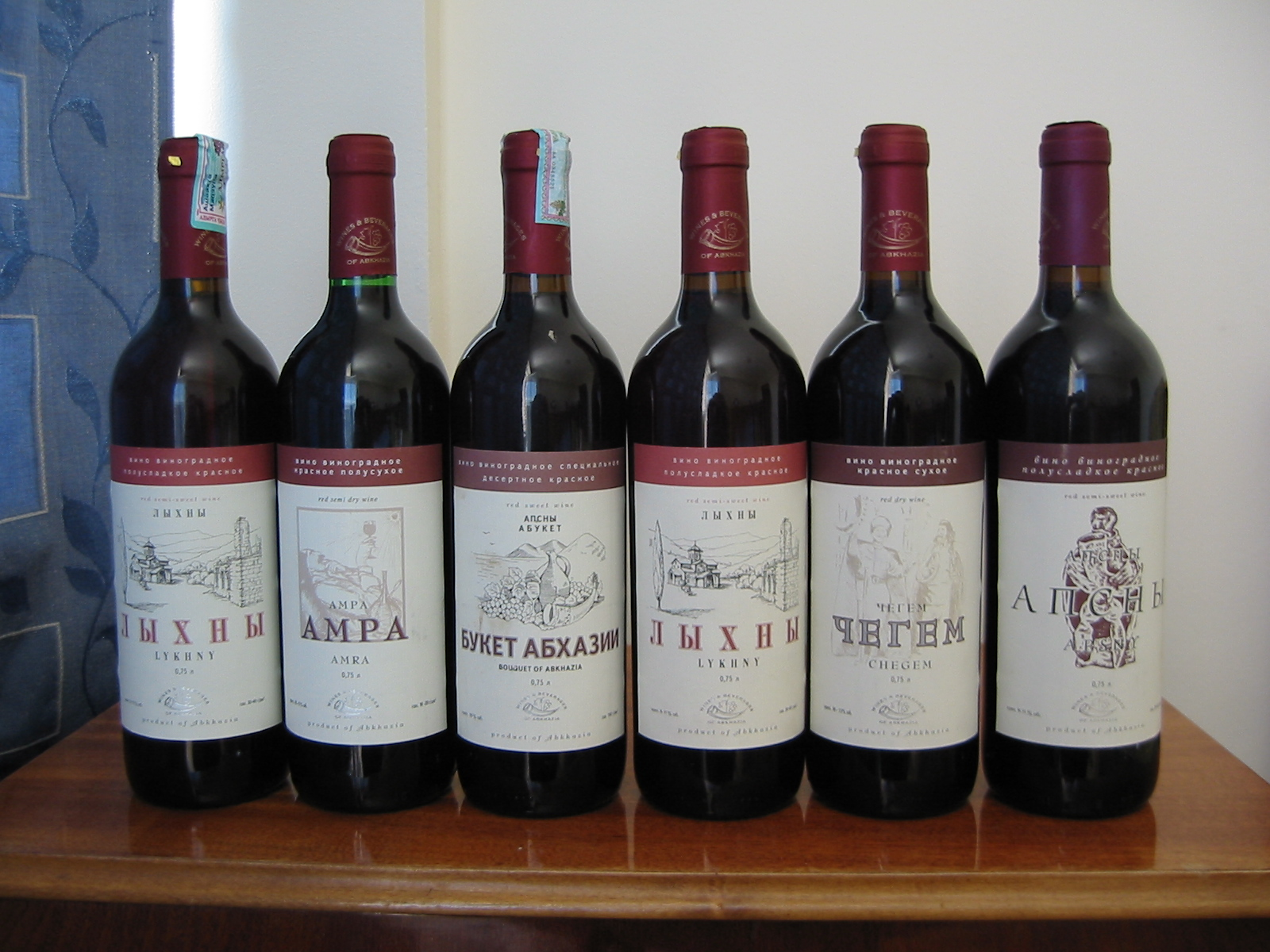
Vini abcasi

## Arte

### Letteratura

#### Romanzo
Oltre a condividere coi russi e georgiani le saghe di Nart, la letteratura abcasa ha ricevuto un notevole impulso negli ultimi secoli.
Qui di seguito vengono elencati i principali scrittori in lingua abcasa del Novecento:
- Aleksej Gogua
- Dimitry Gulia (autore di Sotto I Cieli Stranieri e Kamachich)
- Samson Chanba (autore di Muhàjirùn)
- Bagrat Shinkumba (autore de L'ultimo dei defunti)
- Fazil Iskander (autore di Sandro of Cheghem)

## Mass media
- Giornali:
  - Respublika Abchazija -
  - Apsny -
  - Echo Abchazij -
  - Nužnaja Gazeta -
  - Čegemskaja Pravda
  - Forum
- Televisioni:
  - Abkhaz State TV and Radio Company (AGTRK) -
  - Abaza TV
- Radio
  - Abkhaz State TV and Radio Company (AGTRK) -
  - Radio Soma
- Agenzie di informazione
  - Apsnypress

## Tradizioni

### Festività
- Nuovo anno (31 dicembre-1º gennaio)
- Nuovo anno - calendario giuliano (13-14 gennaio)
- Ažirnihua (14 gennaio) - giorno della creazione, rinnovamento
- Giornata internazionale della donna (8 marzo)
- Pasqua (stabilita secondo il calendario cristiano ortodosso)
- Festa di San Simone (23 maggio)
- Giorno della Vittoria (9 maggio)
- Giorno della memoria (31 maggio) - commemorazione delle vittime della Guerra caucasica e della deportazione dei popoli caucasici delle Montagne
- Giorno della memoria dei difensori della madrepatria (14 agosto)
- Giorno della Liberazione (30 settembre) - commemorazione del ritiro delle forze della Georgia dall'Abcasia
- Giorno delle Forze armate (11 ottobre)
- Kurbannihua (autunno, determinato dal ciclo lunare) - festa religiosa musulmana
- Lychnašta (autunno, dopo la vendemmia)
- Giorno della Costituzione (26 novembre)